# Тигре (футбольный клуб)
«Ти́гре» (исп. Club Atlético Tigre) — аргентинский футбольный клуб из города Виктория, самого северного пригорода Большого Буэнос-Айреса.

## История
По итогам сезона 2006/2007 клуб добился права участвовать в Примере Аргентины. Команда пробилась в элиту впервые за последние 27 лет. До этого «Тигре» участвовал в Примере в общей сложности 23 сезона. Это были сезоны 1931—1933, 1935—1942, 1946—1950, 1954—1958, 1968, 1980.
После возвращения в элиту «Тигре» очень удачно провели два чемпионата Апертуры — в 2007 и в 2008 годах. При этом в 2008 году был даже назначен «Золотой турнир» с участием трёх команд (так как все три набрали одинаковое количество очков), в котором победу одержала «Бока Хуниорс», а «Тигре» сумел опередить «Сан-Лоренсо».
В следующие годы команда выступала нестабильно. В Клаусуре 2012 сложилась уникальная ситуация — при определённых раскладах «Тигре» мог как стать чемпионом Аргентины, так и вылететь во Второй дивизион. До последнего тура команда боролась за титул, но не сумела опередить «Арсенал» из Саранди, который завоевал свой первый титул чемпиона Аргентины. В последнем туре «Тигре» также удалось избежать не только вылета, но даже участия в переходных матчах.
В конце 2012 года избежавший вылета «Тигре» сумел добиться наивысшего успеха на международной арене, пробившись в финал Южноамериканского кубка, в котором уступил бразильскому «Сан-Паулу» по итогам двух матчей (0:0, 0:2). Проиграв первый тайм ответного матча со счётом 0:2, футболисты «Тигре» не вышли на поле, опасаясь за свою безопасность. Победа была присуждена «Сан-Паулу».
В 2019 году «Тигре» стал первым, и, как оказалось, последним обладателем Кубка Суперлиги Аргентины.

## Достижения
- Вице-чемпион Аргентины (3): Ап. 2007, Ап. 2008, Кл. 2012
- Победитель Второго дивизиона Аргентины (5): 1912, 1945, 1953, 1979, 2021
- Обладатель Кубка Суперлиги Аргентины (1): 2019
- Финалист Южноамериканского кубка (1): 2012

## Известные игроки
Ниже приведён список игроков, названных «легендами» в соответствующем разделе на официальном сайте «Тигре».
- Адриан «Бето» Арана
- Хуан Карлос «Чими» Бленджо
- Энрике «Коко» Брунетти
- Эктор Де Бургоэн
- Мартин Гальмарини
- Кандидо «Гальего» Гонсалес
- Рауль де ла Крус Чапарро
- Фернандо «Чанго» Джансерра
- Хорхе Лоренсо «Моно» Идальго
- Даниэль Ислас
- Диего Кастаньо
- Эрнесто Куккьярони
- Леандро Лассаро
- Карлос «Чино» Луна
- Эсекьель Маджоло
- Хуан Марвесси
- Роман Фернандо Мартинес
- Норберто Мендес
- Лукас Орбан
- Эдгардо Луис Паруссо
- Педро Даниэль Пельегата
- Фернандо Рубио
- Мигель Анхель Рухило
- Луис Сесарео
- Бернабе Феррейра
- Адольфо Эйзингер